# Brachycephaloidea
Brachycephaloidea is een superfamilie van kikkers. Het is de grootste superfamilie binnen de taxonomie van de kikkers en telt ongeveer 1200 verschillende soorten. De wetenschappelijke naam werd voor het eerst gepubliceerd door Albert Carl Lewis Gotthilf Günther in 1858. De originele benaming was Brachycephalina wat toen niet als superfamilie werd geacht maar als familie wat een synoniem is voor Brachycephalidae. In 2014 wordt Brachycephaloidea door Darrel Frost, Taran Grant en José Manuel Padial, in het wetenschappelijk tijdschrift Zootaxa, gebruikt als superfamilie voor Brachycephalidae, Craugastoridae en Eleutherodactylidae Ook hadden de auteurs  Geobatrachus en Atopophrynus binnen de superfamilie ingedeeld wegens parafyletische verwantschappen maar niet binnen een van de families of onderfamilies. 
Sinds 2021 behoren de families Ceuthomantidae, Dischidodactylus en Strabomantidae ook binnen de superfamilie Brachycephaloidea.

## Taxonomie
Superfamilie Brachycephaloidea
- Familie Brachycephalidae Günther, 1858
- Familie Ceuthomantidae Heinicke, Duellman, Trueb, Means, MacCulloch & Hedges, 2009
- Familie Craugastoridae Hedges, Duellman & Heinicke, 2008
- Familie Eleutherodactylidae Lutz, 1954
  - Onderfamilie Eleutherodactylinae Lutz, 1954
  - Onderfamilie Phyzelaphryninae  Hedges, Duellman & Heinicke, 2008
- Familie Strabomantidae Hedges, Duellman en Heinecke, 2008
  - Onderfamilie Holoadeninae Hedges, Duellman & Heinicke, 2008
  - Onderfamilie Hypodactylinae Heinicke, Lemmon, Lemmon, McGrath & Hedges, 2017 "2018"
  - Onderfamilie Pristimantinae Pyron and Wiens, 2011
  - Onderfamilie Strabomantinae Hedges, Duellman, and Heinicke, 2008

- Geslacht Dischidodactylus Lynch, 1979

De volgende 2 geslachten behoren binnen de superfamilie Brachycephaloidea maar niet in een van de bovenstaande families.
- Geslacht Atopophrynus Lynch & Ruiz-Carranza, 1982
- Geslacht Geobatrachus Ruthven, 1915

Allophrynidae · 
Alsodidae · 
Alytidae · 
Aromobatidae · 
Arthroleptidae · 
Myobatrachidae · 
Batrachylidae · 
Blaasoppies · 
Bombinatoridae · 
Boomkikkers · 
Brachycephalidae · 
Calyptocephalellidae · 
Ceratobatrachidae · 
Ceratophryidae · 
Conrauidae · 
Craugastoridae · 
Cycloramphidae · 
Dicroglossidae · 
Echte kikkers · 
Eleutherodactylidae · 
Fluitkikkers · 
Glaskikkers · 
Gouden kikkers · 
Graafkikkers · 
Hemiphractidae · 
Hylodidae · 
Knoflookpadden · 
Limnodynastidae · 
Megophryidae · 
Mexicaanse gravende padden · 
Micrixalidae · 
Microhylidae · 
Nasikabatrachidae · 
Nieuw-Zeelandse oerkikkers · 
Nyctibatrachidae · 
Odontobatrachidae · 
Odontophrynidae · 
Padden · 
Pelodytidae · 
Petropedetidae · 
Phrynobatrachidae · 
Pijlgifkikkers · 
Ptychadenidae · 
Pyxicephalidae · 
Ranixalidae · 
Rhinodermatidae · 
Rietkikkers · 
Scaphiopodidae · 
Schuimnestboomkikkers · 
Seychellenkikkers · 
Spookkikkers · 
Staartkikkers · 
Telmatobiidae · 
Tongloze kikkers